# Eshu

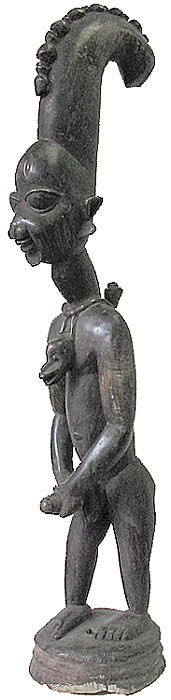
Eshu-skulptur

Eshu stavas även Eschu är hos yorubafolket i Nigeria en gäckande ande som framför allt vållar besvär, men ibland kan ge beskydd. I många myter framställs han som den lekfulla och moraliskt tvetydiga guden.
Hos andra folk i västra Afrika kallas han för Eledga eller Legba. 
Eshu kräver ständig eftergivenhet för att utföra sina tilldelade funktioner som att bära upp offringarna till himlen och spå om framtiden. Eshu är även en budbärare mellan himlen och jorden på natten kommer han upp med nyheter från jorden till himlen. 
En myt beskriver att Eshu ska ha lurat Ifa av hemligheten av spådom. En annan där Eshu återställer Ifa från sitt fängelse i en palm, Kastar honom som grundare av Ifa-religionen. 